# Facultad de Ciencias Jurídicas y Sociales de la Universidad Nacional de La Plata
La Facultad de Ciencias Jurídicas y Sociales fue fundada en 1906 bajo la dirección de la   Universidad Nacional de  La Plata y se encuentra alojada en el llamado "edificio de la reforma" en pleno centro de la ciudad de La Plata.
Posee Consultorios Jurídicos Gratuitos, Clínicas Jurídicas sobre Derecho del Consumidor, Derecho Ambiental, Hábitat, Derechos Humanos, Derecho Social y Derecho de Acceso a la Información Pública y un Centro de Mediación, además de diversas publicaciones.

## Metodología de la Facultad
En cuanto al ingreso en las diferentes cursadas de la facultad tiene un sistema muy característico para realizarlo, los alumnos deben inscribirse en las materias que deseen cursar, pero esto no significa que las cursen sino que serán sometidos por su número de alumno a un sorteo y, de ser seleccionado su número podrán cursar, de otro modo tendrán que repetir la misma acción en la siguiente inscripción o rendir en calidad de "libre".

## Prácticas de estudiantes y graduados
Los Consultorios Jurídicos Gratuitos se implementaron en 1993 como parte del proyecto de Extensión Universitaria llamado "El Derecho se tiene cuando se conoce y se ejerce" en los barrios periféricos de la ciudad de La Plata. Posee un doble objetivo que es facilitar el acceso a la justicia a quiénes no poseen los medios necesarios y brindar práctica a los recién graduados en el ejercicio profesional teniendo un abogado mentor.
Primero se abrieron dos Consultorios Jurídicos en el año 1993, en 1999 se inauguraron dos más. Actualmente existen 20 centros, de los cuales hay dos especializados, el destinado a pacientes con VIH y el de Productores Agropecuarios Familiares.
Al Consultorio pueden acceder los estudiantes avanzados que cuenten con la aprobación de las materias de Derecho Civil V, Sociología Jurídica y Prácticas Civiles y Penales, como también los abogados con menos de 2 años de su graduación. Los aspirantes deben completar un curso previo a la iniciación de las prácticas con una duración de dos meses.
La Clínica Jurídica fue implementada durante la década de 1990 como una metodología de enseñanza, estimulando las capacidades, destrezas y valores de los estudiantes. En ella se analizan casos reales y paradigmáticos, discutiendólos desde diversos puntos de vista y verificando situaciones anómalas y derechos vulnerados.
El programa de Clínica Jurídica consta de cuatro áreas sobre Derecho del Consumidor, Derecho Ambiental, Hábitat, Derechos Humanos, Derecho Social y Derecho de Acceso a la Información Pública. Se tratan temas como la libertad de expresión, las minorías, acceso a la vivienda, contratos abusivos y daños ambientales entre otros. Su equipo está conformado por estudiantes y graduados con hasta 4 años de la expedición de su título, los cuales deben tener aprobadas las materias de Derecho Civil II y Derecho Procesal II.

### Instituto de Medios Alternativos para la Resolución de Conflictos
El Instituto de Medios Alternativos para la Resolución de Conflictos (MARC) fue creado en el año 2010 mediante la Resolución 159 de la Universidad para la facilitación de mediación de conflictos para reducir los litigios. Monitorea cualitativamente los métodos de resolución de conflictos tanto nacionales como provinciales, forma en recursos humanos en niveles de grado y posgrado, contribuye dirimiendo conflictos para la comunidad y realiza publicaciones especializadas.
Sus beneficios se basan en la gratuidad, la rapidez y la confidencialidad. Allí se resuelven los conflictos familiares como los de alimentos, divorcio y liquidación de la sociedad conyugal; los comunitarios como problemas vecinales; los penales como la convivencia en prisiones o la aceleración de procesos en delitos menores; los escolares entre instituciones, instituciones y alumnos y fijaciones de normas escolares; y, finalmente, los conflictos en cuanto a lo patrimonial civiles y comerciales, como los desalojos, accidentes de tránsito y divisiones de condominios.

## Biblioteca
La Biblioteca Joaquín V. González fue fundada el 7 de junio de 1906, mediante la donación a la Facultad de Ciencias Jurídicas y Sociales de un fondo bibliográfico de aproximadamente 4.500 volúmenes que efectuó quien fuera Rector de la Universidad Nacional de La Plata, el Dr. Joaquín V. González, con el propósito de crear una biblioteca especializada en información jurídica.
Hasta el año 1939 la Biblioteca funcionó en el recinto del Rectorado que hoy ocupa el Consejo Superior de la Universidad Nacional de La Plata. Debido al crecimiento constante de su colección y al aumento de la cantidad de usuarios, se la ubicó en un espacio más amplio de planta baja del mismo edificio.
Posteriormente en 1969, fue trasladada a un inmueble adecuado a sus necesidades, ubicado en la calle 47 N.º 522 de la ciudad de La Plata, donde luego funcionaría la Secretaría de Postgrado de nuestra Facultad. A partir de 1982 se instaló en el primer subsuelo del Edificio Tres Facultades de calle 48 e/6 y 7.
En 1996 comenzó la tarea de informatización del fondo bibliográfico y el registro de lectores, lo que permitió en 1999 la automatización del servicio de préstamo y la puesta en funcionamiento del catálogo en línea en el sitio web de la Biblioteca.
Entre los años 2001-2002 el área que ocupaba la Biblioteca en el edificio de calle 48 fue remodelado y  la inauguración del nuevo espacio se llevó a cabo oficialmente el 27 de junio de 2002. Se incorporaron los servicios de estantería abierta y reprografía y se habilitaron dos salas de lectura, una silenciosa con capacidad para cuarenta puestos de lectura y otra parlante, con ochenta y seis puestos de trabajo. Ese mismo año el Honorable Consejo Académico aprobó el Reglamento de la Biblioteca.
Al cumplirse el primer centenario de la Biblioteca en 2006, se desarrollaron una serie de eventos conmemorativos, tales como, la Jornada de Bibliotecas Jurídicas y Universitarias, una muestra de libros de editoriales del ámbito jurídico y una exposición de material de valor bibliófilo.
Con el fin de brindar mejores prestaciones se incorporaron los servicios de referencia virtual por chat, renovación telefónica y cursos de capacitación de usuarios.
En julio de 2014, con motivo de la demolición de una parte del Edificio Tres Facultades para la construcción del Pasaje del Bicentenario, la Biblioteca debió mudarse nuevamente a la casa ubicada en calle 47.
Debido a que  no fue posible mudar la totalidad del fondo bibliográfico de la Biblioteca al edificio de calle 47 que actualmente ocupa,  las colecciones que se encontraban ubicadas en el depósito del Edificio Tres Facultades, fueron trasladadas a un sector del tercer subsuelo de la Facultad de Ciencias Económicas, cedido a la Facultad para su almacenamiento.

## Carreras
- Abogado
- Escribano
- Procurador
- Técnico superior universitario de martillero público y corredor
- Técnico en gestión de recursos para instituciones universitarias

## Revistas
- Anales
- Aportes para la integración latinoamericana
- Derecho y Ciencias Sociales
- Derechos en acción
- Relaciones internacionales
- Revista de interés público
- Intercambios
- Niños, Menores e Infancia
- Vínculos